# 경상북도김천교육지원청
경상북도김천교육지원청(慶尙北道金泉敎育支援廳, Gimcheon Office of Education)은 경상북도 김천시를 관할하는 경상북도교육청 산하 교육지원청이다.
교육장은 장학관으로 보한다.

## 산하 기관

### 초등학교
| - 감천초등학교 - 개령서부초등학교 - 개령초등학교 - 구성초등학교 - 금릉초등학교 - 금오산초등학교 - 김천다수초등학교 - 김천동부초등학교 - 김천동신초등학교 | - 김천모암초등학교 - 김천부곡초등학교 - 김천서부초등학교 - 김천신일초등학교 - 김천중앙초등학교 - 김천초등학교 - 농소초등학교 - 능치초등학교 - 대덕초등학교 | - 대룡초등학교 - 대신초등학교 - 봉계초등학교 - 태화분교 - 부항초등학교 - 아천초등학교 - 아포초등학교 - 운곡초등학교 - 위량초등학교 | - 율곡초등학교 - 조마초등학교 - 증산초등학교 - 지례초등학교 - 직지초등학교 |

### 중학교
| - 감문중학교 - 개령중학교 - 김천석천중학교 - 김천여자중학교 - 김천중앙중학교 | - 김천중학교 - 농남중학교 - 대덕중학교 - 증산분교 - 문성중학교 | - 성의여자중학교 - 성의중학교 - 아포중학교 - 어모중학교 | - 지례중학교 - 구성분교 - 부항분교 - 한일여자중학교 |